# Time (Fleetwood Mac-album)
Time är ett musikalbum från 1995 av Fleetwood Mac.
Skivan var den första sedan 1974 på vilken varken Stevie Nicks eller Lindsey Buckingham medverkar (förutom att Buckingham är bakgrundssångare på en låt). Medverkar gör istället gitarristen Dave Mason från Traffic, sångerskan Bekka Bramlett och gitarristen/sångaren Billy Burnette, tillsammans med de vanliga Fleetwood Mac-medlemmarna Christine McVie, John McVie och Mick Fleetwood.

## Låtlista
1. Talkin' to My Heart - 4:56
2. Hollywood (Some Other Kind Of Town) - 5:45
3. Blow By Blow - 4:27
4. Winds of Change - 4:28
5. I Do - 4:28
6. Nothing Without You - 3:08
7. Dreamin' The Dream - 3:45
8. Sooner Or Later - 5:41
9. I Wonder Why - 4:29
10. Nights in Estoril - 4:47
11. I Got It In For You - 4:10
12. All Over Again - 3:36
13. These Strange Times - 7:07